# Замок Дромахар

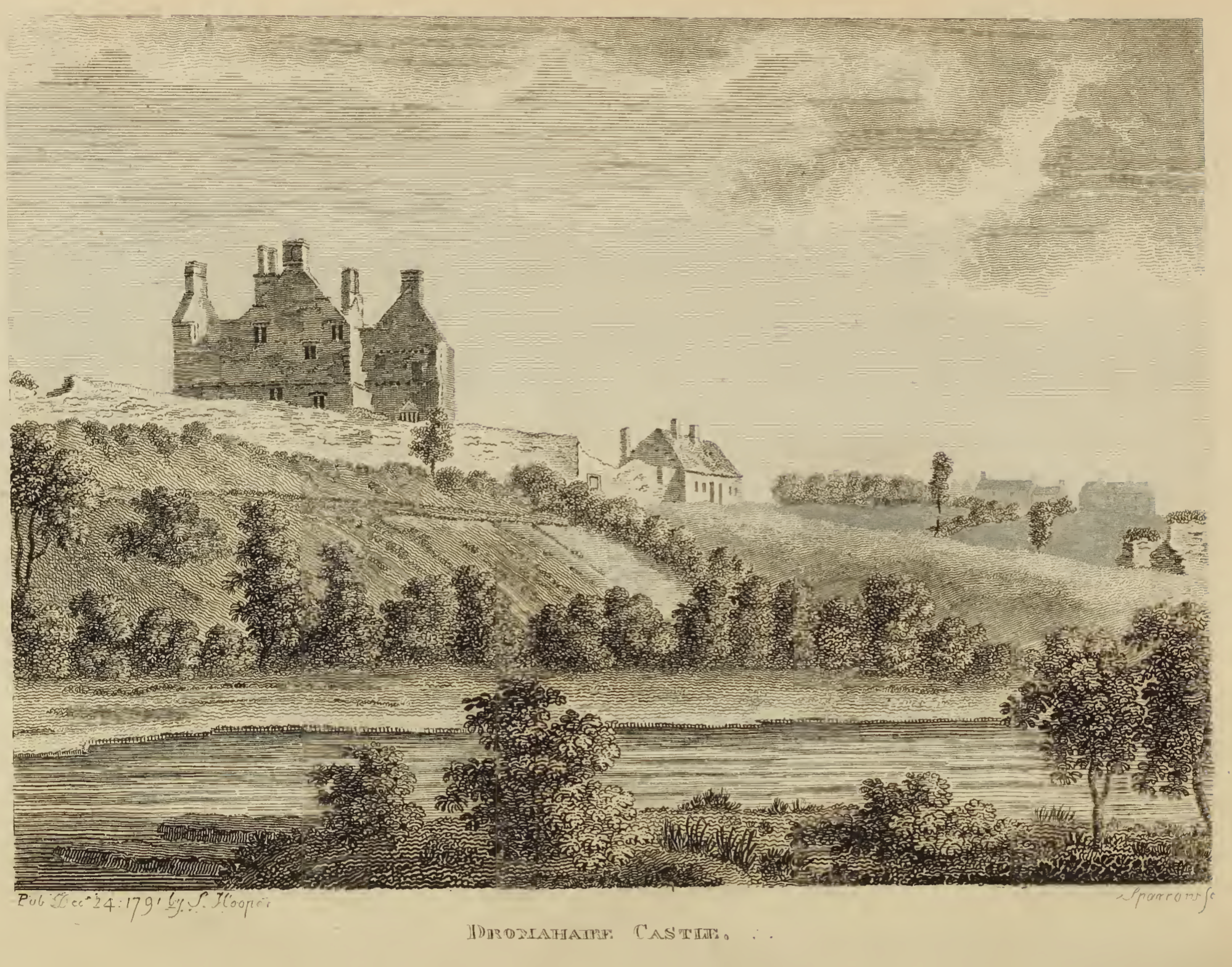
Руїни замку Дромахар. Малюнок 1791 року.

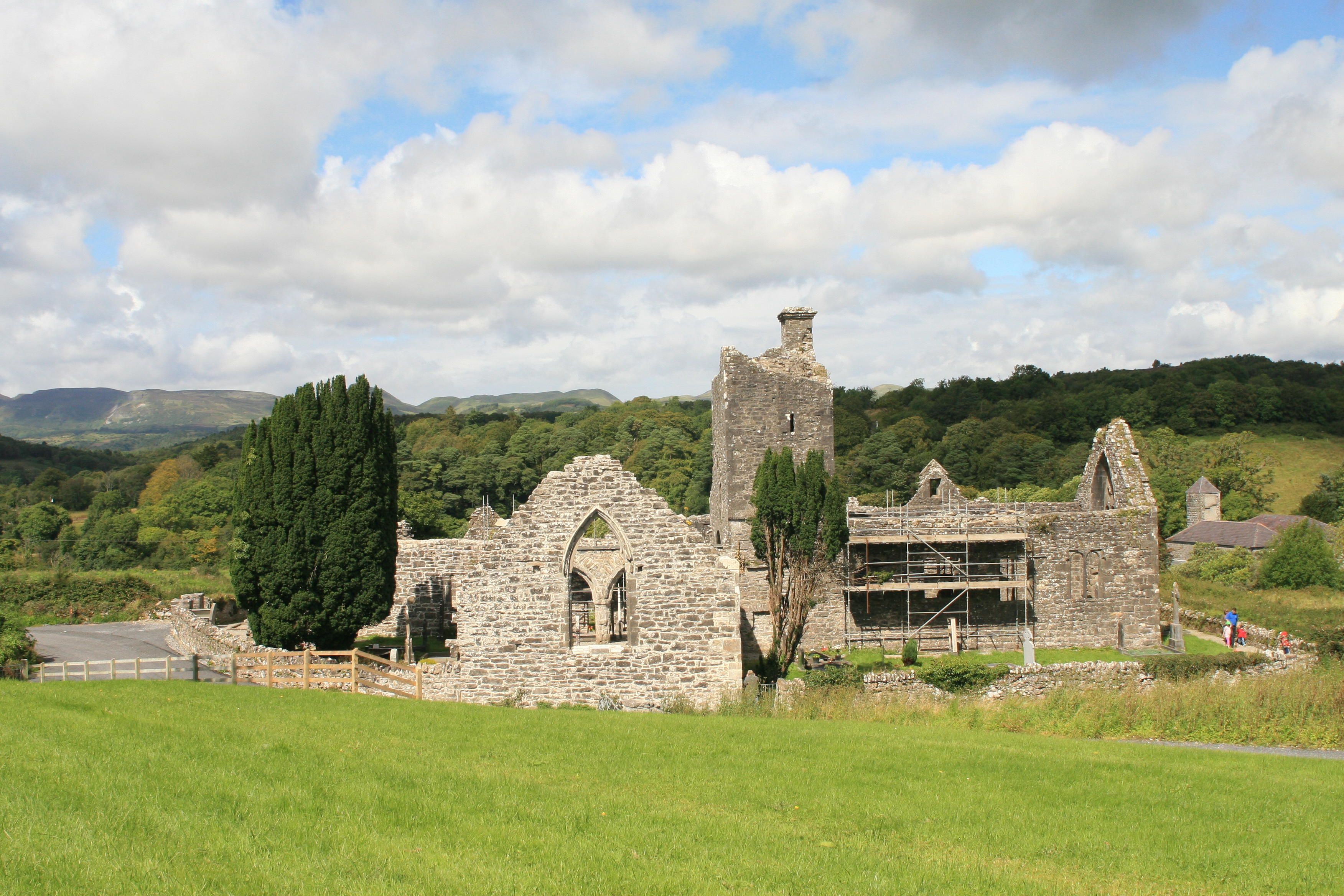
Руїни абатства Крівелеа.

Замок Дромахар (англ. Dromahair Castle, ірл. Caisleán Droim Dhá Thiar) — замок Дром Да Хар, Замок Хребта Двох Повітряних Демонів — один із замків Ірландії, що стояв колись біля одноіменного селища Дромахар, що в графстві Літрім. Замок не зберігся. Нині на місці замку побудовані сучасні будинки.

## Історія замку Дромахар
Назва замку Дромахар походить від назви гірського хребта, точніше пагорбів на яких цей замок був побудований. Ірландська назва цієї місцини Дромь да Ехяр (ірл. — Droim dhá Ethiar) — Хребет Двох Повітряних Демонів. Колись тут, на пагорбах понад річкою Бенет стояв давнім монастир Друмліз, що був заснований ще в V столітті і заснування якого пов'язують з діяльність святого Патрика — хрестителя Ірландії. У середні віки в замку Дромахар була резиденція королів Брейфне — давнього ірландського королівства. Короною Брейфне володіли вожді ірландського клану О'Рурк. Тут вожді цього клану збудували замок десь біля 950 року. Тут відбулися події, що стали поворотними в історії Ірландії. Саме тут Дермот Мак Мурроу — король Лейнстеру (Лагіну) викрав Деворгіллу — дружину ірландського вождя Тірнана О'Рурка в 1153 році. Це в свою чергу стало причиною вигнання Дермата Мак Мурроу з Ірландії, а це стало приводом до завоювання Ірландії англо-норманськими феодалами. Пізніше тут було абатство Крівелеа, недалеко від замку був збудований в 1508 році францисканський монастир, що існував до 1652 року, коли армія Кромвеля зруйнувала його. Збереглися руїни монастиря, що охороняються як пам'ятка історії та культури Ірландії національного значення. Недалеко від руїн давнього замку був збудований укріплений будинок сера Вільяма Вільєрса в 1629 році, який теж називали замком Дромахар. У 1798 році тут проходила армія ірландського повстанського генерала Гумберта, що розбив британські війська в битвах під Кастлбаром та Каррікнагат. Армія генерала Гумберта відпочивала недалеко від руїн замку Дромахар і змушена була втопити трофейну британську артилерію в річці Бонет, щоб забезпечити собі більшу рухомість. Ці місця неодноразово відвідував відомий ірландський поет Вільям Батлер Єйтс — лауреат нобелівської премії. Він оспівав ці місця в віршах та поемах «Старий священик Пітер Гілліган», «Людина, що мріяла про країну ельфів».